# 張玉寧 (1997年生のサッカー選手)
張 玉寧（チャン・ユーニン、中国語: 张玉宁、Zhāng Yùníng、1997年1月5日 - ）は、中華人民共和国のサッカー選手。北京中赫国安足球倶楽部所属。中国代表。ポジションはFW。

## 経歴
2008年に杭州緑城の下部組織でサッカーを始めた。アカデミーでの活躍からU-17代表に招集され、AFC U-16選手権2012に出場、3試合で2得点をあげた。2015年に当時監督のフィリップ・トルシエに抜擢されトップチームに昇格、同年5月13日の中国FAカップ、武漢市宏興柏潤足球倶楽部戦でプロ初出場を飾り、1得点を挙げた。試合はアマチュア相手に1-1からPK戦で勝利している。
2015年7月1日にはオランダ・エールディヴィジのフィテッセに2年契約で移籍。2016年2月13日のSCヘーレンフェーン戦で86分にヴァレリ・カザイシュヴィリと交代で初出場。3月6日のローダJC戦ではグラム・カシアのクロスをヘディングでゴールに流し込みエールディヴィジ初得点を記録した。5月8日のFCトゥウェンテ戦で2得点目をあげたが、このシーズンは2得点に止まった。
2016-17シーズンは背番号9を与えられた。しかしながら、オランダ代表のリッキー・ファン・ウォルフスウィンケルがいたため、彼の控えとしての出場が主であり、10月26日にKNVBカップでRKCヴァールヴァイクから得点を奪った1得点と、12月3日にエールディヴィジでPECズウォレから奪った1得点の2得点に止まった。その後、2017年3月31日にフィテッセとの契約を2018年6月30日まで延長したが、4月30日のKNVBカップ決勝戦にもベンチ入りはしたものの出場はならなかった。
2017年7月3日に、プレミアリーグのウェスト・ブロムウィッチ・アルビオンFCに3年契約で移籍したが、労働ビザの関係で即座にブンデスリーガのヴェルダー・ブレーメンに2年のレンタル移籍となった。ドイツでは負傷離脱や代表招集もあって、2度ベンチ入りしたが公式戦出場はゼロで終わった。
2018年6月22日、ADOデン・ハーグに1年のレンタル移籍。
2019年2月24日、北京中赫国安足球倶楽部に完全移籍。

## 代表歴
A代表初出場は2016年6月3日に行われたトリニダード・トバゴ代表戦で、この試合2得点1アシストの大活躍を見せた。
各年代別代表で重用されたため欧州との往復が多く、疲労からかコンディションを落としている。2018年アジア大会、AFC U-23選手権2020，いずれも負傷し数か月離脱している。

## 個人
キリスト教を信じる家に生まれた。手本としている選手はカカであると述べている。

## 個人成績

### クラブ
2017年6月28日現在
| 2015     | 杭州緑城               | 30       | 超級     | 0                    | 0        | 1           | 1           | 1        | 1        |
| オランダ | オランダ               | オランダ | オランダ | リーグ戦             | リーグ戦 | KNVBカップ  | KNVBカップ  | 期間通算 | 期間通算 |
| 2015-16  | フィテッセ             | 32       | エール   | 8                    | 2        | 0           | 0           | 8        | 2        |
| 2016-17  | フィテッセ             | 9        | エール   | 16                   | 1        | 3           | 1           | 19       | 1        |
| ドイツ   | ドイツ                 | ドイツ   | ドイツ   | リーグ戦             | リーグ戦 | DFBポカール | DFBポカール | 期間通算 | 期間通算 |
| 2017-18  | ヴェルダー・ブレーメン | 19       | ブンデス |                      |          |             |             |          |          |
| 通算     | 中国                   | 中国     | 超級     | 0                    | 0        | 1           | 1           | 1        | 1        |
| 通算     | オランダ               | オランダ | エール   | 24                   | 3        | 3           | 1           | 27       | 4        |
| 通算     | ドイツ                 | ドイツ   | ブンデス | \|\|\|\|\|\|\|\|\|\| |          |             |             |          |          |
| 総通算   | 総通算                 | 総通算   | 総通算   | 24                   | 3        | 4           | 2           | 28       | 5        |

### 代表
2017年6月3日現在
| 中華人民共和国代表 | 中華人民共和国代表 | 中華人民共和国代表 |
| 年                 | 出場               | 得点               |
| ------------------ | ------------------ | ------------------ |
| 2016               | 6                  | 2                  |
| 2017               | 3                  | 0                  |
| 計                 | 9                  | 2                  |

代表での得点一覧
| No | 日附         | 場所                                                           | 対戦相手             | 得点 | 結果 | 大会     |
| -- | ------------ | -------------------------------------------------------------- | -------------------- | ---- | ---- | -------- |
| 1. | 2016年6月3日 | 河北省秦皇島市秦皇島オリンピック・スポーツセンター・スタジアム | トリニダード・トバゴ | 2–0  | 4–2  | 親善試合 |
| 2. | 2016年6月3日 | 河北省秦皇島市秦皇島オリンピック・スポーツセンター・スタジアム | トリニダード・トバゴ | 3–0  | 4–2  | 親善試合 |

## タイトル
フィテッセ
- KNVBカップ: 2016-17